# Хектар
Хектар (симбол: ha) је СИ изведена јединица мере површине. Један хектар чини 10 000 квадратних метара тј. површина квадрата чије су странице дужине по 100 метара. Често се користи као јединица мере за површину земљишта.

## Дефиниција
1 хектар = 100 ари = 10.000 квадратних метара = (100 m)² = 0,01 квадратних километара
Назив хектар је настао спајањем грчке речи хекто (hecto, што значи „стотина”) и речи ар (ar, мања јединица мере).

## Опис
| Јединица        | СИ        |
| --------------- | --------- |
| 1               | 1 2       |
| 1               | 100 2     |
| 1               | 10.000 2  |
| 100             | 1.000.000 |
| Поређење ван СИ |           |
| ван СИ          | метрички  |
| 0,3861          | 1 km²     |
| 2,471 акр       | 1 ha      |
| 107,639         | 1         |
| 1               | 259,0     |
| 1 акр           | 0,4047    |

Хектар, иако није јединица СИ, једина је именована јединица површине која је прихваћена за употребу са СИ јединицама. Назив је скован на француском, од латинског ārea. У пракси је хектар у потпуности изведен из СИ, што је еквивалентно квадратном хектометру. Широко се користи широм света за мерење великих површина земљишта, и представља законску јединицу мере у доменима који се тичу власништва над земљиштем, планирања и управљања, укључујући право (земљишни акти), пољопривреду, шумарство, и урбанизам широм Европске уније и Аустралије (од 1970. године). Међутим, Уједињено Краљевство, Сједињене Државе, Бурма и донекле Канада користе акр уместо тога.
Неке земље које су прошле општу конверзију са традиционалних мерења на метричка мерења (нпр. Канада) захтевале су поновно премеравање када су јединице мере у законским описима који се односе на земљиште претворене у метричке јединице. Други, као што је Јужна Африка, објавили су факторе конверзије који су се посебно користили „при припремању дијаграма консолидације компилацијом“.
У многим земљама, метрика је редефинисала или разјаснила постојеће мере у смислу метричких јединица. Следеће наслеђене јединице површине су редефинисане као једнаке једном хектару:
- Џериб у Ирану
- Ђериб у Турској[15]
- Гонг Ћинг (公頃 у традиционалном кинеском писму, 公顷 у поједностављеном кинеском писму, gōngqǐng у пинјину) у Широј Кини
- Манзана у Аргентини
- Бандер у Холандији (до 1937)[16][17]

## Историја
Метричком систему мерења је први пут дата законска основа 1795. године од стране Француске револуционарне владе. Закон од 18. жерменалa, година III (7. април 1795) дефинисао је пет мерних јединица:
- Метар за дужину
- Ар (100 m²) за површину [земљиште]
- Стер (1 m³) за запремину наслаганог огрева[19]
- Литар (1 dm³) за запремине течности
- Грам за масу

Године 1960, када је метрички систем ажуриран као Међународни систем јединица (СИ), ари нису добили међународно признање. Међународни комитет за тегове и мере (in French: Comité international des poids et mesures) не помиње аре у тренутној (2006) дефиницији СИ, али класификује хектар као „ван-СИ јединицу прихваћену за употребу у Међународном систему јединица (СИ)”.
Европска економска заједница (EEC) је 1972. године донела директиву 71/354/EEC, која је каталогизовала мерне јединице које се могу користити у Заједници. Јединице које су каталогизоване реплицирале су препоруке CGPM-а, допуњене са неколико других јединица укључујући аре (и имплицитно хектар) чија је употреба била ограничена на мерење земљишта.

## Јединична фамилија
Називи центиар, дециар, декар и хектар су изведени додавањем стандардних метричких префикса оригиналној основној јединици површине, ар.

### Децимилиар
Децимилиар (понекад се види у процени катастарске површине парцела некретнина) је 1⁄10,000 ари или један квадратни дециметар.

### Центиар
Центиар је један квадратни метар.

### Дициар
Дициар (ретко се користи) има десет квадратних метара.

### Ар
Ар (/ɑːr/ или /ɛər/) је јединица површине, једнака 100 квадратних метара (10 m × 10 m), која се користи за мерење површине земљишта. Дефинисан је старијим облицима метричког система, али је сада ван модерног Међународног система јединица (СИ). Још увек се обично користи у говору за мерење некретнина, посебно у Индонезији, Индији и у разним европским земљама.
На руском и неким другим језицима бившег Совјетског Савеза, ар се назива сотка (рус. сотка — „сто”, тј. 100 2 или 1⁄100 хектара). Користи се за описивање величине приградских дача или баштенских парцела или малих градских паркова где би хектар био превелик.

### Декар
Декар је изведен од дека и ар, и једнак је 10 ари или 1000 квадратних метара. Користи се у Норвешкој и у бившим османским областима Блиског истока и Балкана (Бугарска) као мера копнене површине. Уместо назива декар, обично се користе називи традиционалних земљишних мера, редефинисани као један декар:
- Стрема у Грчкој[31]
- Дунам, дунум, или донум у Израелу, Палестини, Јордану, Либану, Сирији и Турској[32]
- Мал се користи за декар у Норвешкој, по старој мери отприлике исте површине.

## Конверзије
Мултипле оф
претходна јединица Разломак од
следећа јединица СИ еквиваленти Империал/У.С. уобичајено
еквиваленти
| Име јединице        | Симбол | Умножак пређашње јединице | Део наредне јединице | СИ еквиваленти | Империални/У.С. устаљени еквиваленти |
| ------------------- | ------ | ------------------------- | -------------------- | -------------- | ------------------------------------ |
| центиар             | ca     |                           | 0,1 da               | 1 m2           | 10,7639 sq ft                        |
| дециар              | da     | 10 ca                     | 0,1 a                | 10 m2          | 11,9599 sq yd                        |
| ар                  | a      | 10 da                     | 0,1 daa              | 100 m2         | 3,95369 рода                         |
| декаар              | daa    | 10 a                      | 0,1 ha               | 1000 m2        | 0.98842 рода                         |
| хектар              | ha     | 10 daa                    | 0,01 km²             | 10000 m2       | око 2.4710538 акра                   |
| квадратни километар | km2    | 100 ha                    |                      | 1000 m2        | 0,38610 sq mi                        |

Најчешће коришћене јединице су подебљане.
Један хектар је такође еквивалентан са:
- 1 квадратни хектометар
- 15 mǔ или 0,15 кинг[34]
- 10 дунам или донум (Блиски исток)[35]
- 10 стрема (Грчка)
- 6,25 раја (Тајланд)[36]
- приближно 1,008 чо (Јапан)
- приближно 2,381 федан (Египат)